# Második acentejói csata
A második acentejói csata a Tenerife szigetének spanyol meghódítását végképp megpecsételő ütközet volt az 1494. december 25-én, amelyben a függetlenségükért harcoló guancs őslakók döntő vereséget szenvedtek a kasztíliaiak ellen.
Előzőleg november 14-én és 15-én az aguerei csatában szintén a kasztíliaiak győztek. A sziget északi oldalán továbbnyomuló spanyolokat a guancsok még egyszer megkísérelték megállítani a taorói völgyben. Ugyanitt az első acentejói csatában az őslakók májusban még akkora győzelmet arattak, hogy erre az összecsapásra a spanyolok La Matanza ("a Mészárlás") néven emlékeztek vissza. (Az egyik itteni település neve ma is La Matanza de Acentejo.) Másodszorra azonban a guancsok egy jobban felszerelt és szervezett, harcedzett spanyol sereggel találták szembe magukat, amit mutatott az aguerei csata is.
A csata mindössze három órát tartott. A tűzfegyverekkel rendelkező spanyolok szétszórták a guancsokat és egy részüket foglyul ejtették, a többiek a hegyekbe menekültek. A csata helyén a kasztíliai hadvezér, Alonso Fernández de Lugo katonai kormányzó a Győzedelmes Miasszonyunk tiszteletére kápolnát emeltetett. Ekörül nőtt ki  La Victoria de Acentejo település. A valamikori csatamezőn még mindig áll egy kanári fenyő, amely tanuja volt a küzdelemnek. A csata napján az első misét ennek a fának az árnyékában celebrálták. Az ágaira később harangot is akasztottak, mivel a kápolnának nem volt harangtornya.
Bentor, a guancs királyok egyike a csatavesztés hírére a legenda szerint levetette magát a Tigaiga meredélyéről.
A második acentejói csata nem az utolsó összecsapás volt az őslakók és a hódítók közt, de döntő jelentősége volt és megnyitotta az utat Tenerife betagolása felé a kasztíliai királyságba.